# Чотири видатні каліграфи епохи Сун
Сун си (шу) цзя (宋四(书)家) — поняття в історії мистецтва Китаю, яке визначає чотири з найбільш відомих майстрів каліграфії епохи Північна Сун (960—1127).
- Су Ши (Су Дунпо), 1037—1101.
- Хуан Тінцзянь, 1045—1105.
- Мі Фу, 1051—1107.
- Цай Сян, 1012—1067 (Cai Xiang[en]).

Зазвичай, згідно з традицією, майстрів згадують докупно, лише прізвища: Су, Хуан, Мі, Цай. Але це у цьому випадку приводить до непорозуміння: ще одним видатним майстром епохи був Цай Цзін (Cai Jing, 1047—1126), але особисті якості (негативно виведені у романі «Річкове прибережжя») спричинили зменшення його популярності у настпуні часи. Зміна одного Цая на іншого стала причиною хронологічної аномалії у згадці чотирьох майстрів. Поза Цаєм, інші троє названі у хронологічній черзі.
Про аналогічну поетичну когорту династії Південна Сун див. Ян Ваньлі.